# اوبونتو وان
اوبونتو وان سرویس و نرم‌افزار ذخیره‌سازی آنلاینی بود که توسط شرکت کنونیکال (پشتیبان مالی توزیع لینوکس اوبونتو) ساخته شده بود. در تاریخ ۲ آوریل ۲۰۱۴، خبری در وبلاگ رسمی شرکت کنونیکال مبنی بر تعطیل شدن این سرویس منتشر شد. در متن این خبر اعلام شده بود که شرکت کنونیکال قصد دارد این سرویس ابری را تعطیل کند و این سرویس تنها تا تاریخ ۱ ژوئیه ۲۰۱۴ در دسترس خواهد بود.
این سرویس به کاربران اجازه می‌داد که پرونده‌ها و پوشه‌های درون پوشهٔ خانگی خود را بین کامپیوترهای مختلف و محل ذخیره‌سازی اینترنتی‌شان به اشتراک بگذارند. کلاینت اوبونتو وان برای ویندوز، اندروید، و آی‌اواس موجود و در اوبونتو به شکل پیش‌فرض نصب بود. کاربران ۵ گیگابایت رایگان و به ازای هر ۲٫۹۹ دلاری که به صورت ماهانه پرداخت می‌کردند، ۲۰ گیگابایت فضای ذخیره‌سازی در اختیار داشتند.
برخی گروه‌های حامی آزادی نرم‌افزار و همین‌طور طرفداران اوبونتو، کنونیکال را به خاطر سوء استفاده از نام اوبونتو و همین‌طور به راه اندازی یک سرویس انحصاری، نقد کرده‌اند.